# Ulla Larson
Ulla Britt Ekdahl Larson, född 2 mars 1935 i Stockholm, är en svensk konstnär.
Larson har studerat vid Konstfackskolan och Kungliga Konsthögskolan samt genomgått grafisk kurs. Hon har arbetat med kyrkorestaureringar och varit lärare i måleri. Hon har utfört offentlig utsmyckning för Sankt Görans sjukhus, Storstockholms Lokaltrafik och Lärarnas hus i Stockholm. Hon har hållit separatutställningar och deltagit i samlingsutställningar i Sverige och utomlands. Hon är representerad på bland annat Moderna museet i Stockholm, Gripsholm, Regionmuseet Kristianstad och Skissernas museum i Lund.